# جریان سیال
جابجایی ذرات سیال که موجب حرکت کلی سیال گردد را جریان یافتن سیال می‌نامند. و در زیر بخشی خاصی از مکانیک سیالات به نام دینامیک سیالات بررسی می‌شود که به دو زیر بخش هیدرودینامیک (بررسی حرکات مایعات) و آئرودینامیک (بررسی حرکت گازها) نیز تقسیم می‌شود.
بر حرکت سیالات دو قانون بسیار مهم حاکم است که معادله برنولی و معادله ناویر استوکز نام دارند.

## انواع جریان‌ها
- جریان می‌توان پایا یا ناپایا باشد به‌طوری اگر یک سرعت سنج در یک بخشی از طول مسیر قرار داده شود سرعت ذراتی که از آن رد می‌شوند همیشه یکسان باشد جریان پایاست(اهمیتی ندارد که ذرات در مکان دیگری سرعت متفاوتی داشته‌باشند) وگرنه جریان ناپایاست.بنا بر تعریف دیگر در جریان پایا سرعت ذرات در یک مختصات به زمان بستگی ندارد
- جریان می‌تواند آرام یا آشفته باشد که این نوع حرکت مثالی از دینامیک آشوبناک است.
- جریان می‌تواند وشکسان(با اصطکاک)یا ناوشکسان(دارای اصطکاک قابل توجه)باشد به‌طوری مایعات گرانرو جریانی وشکسان و مایعات با گرانروی پائین، گازها تقریباً ناوشکسان هستند و ابرشاره‌ها کاملاً ناوشکسان رفتار می‌کنند.
- جریان یک سیال می‌تواند تراکم‌پذیر یا تراکم‌ناپذیر باشد(اصولا سیالات تراکم‌پذیر بسیار متفاوت‌تر از سیالات تراکم‌ناپذیر رفتار می‌کنند به‌طور مثال افزایش فشار به علت ارتفاع برای سیالات تراکم‌پذیر تابع نمائی و همین مسئله برای سیالات تراکم‌ناپذیر تابعی خطی است.)
- جریان در یک سیال می‌تواند چرخشی یا غیرچرخشی باشد به‌طوری‌که اگر سرعت در ارتفاع‌های مختلف یک سیال یکسان باشد جریان غیرچرخشی و و اگر سرعت لایه‌ها بر حسب ارتفاع تغییر کند جریان چرخشی است.